# Argiope pulchella
Argiope pulchella es una especie de arañas araneomorfas de la familia Araneidae.

## Localización

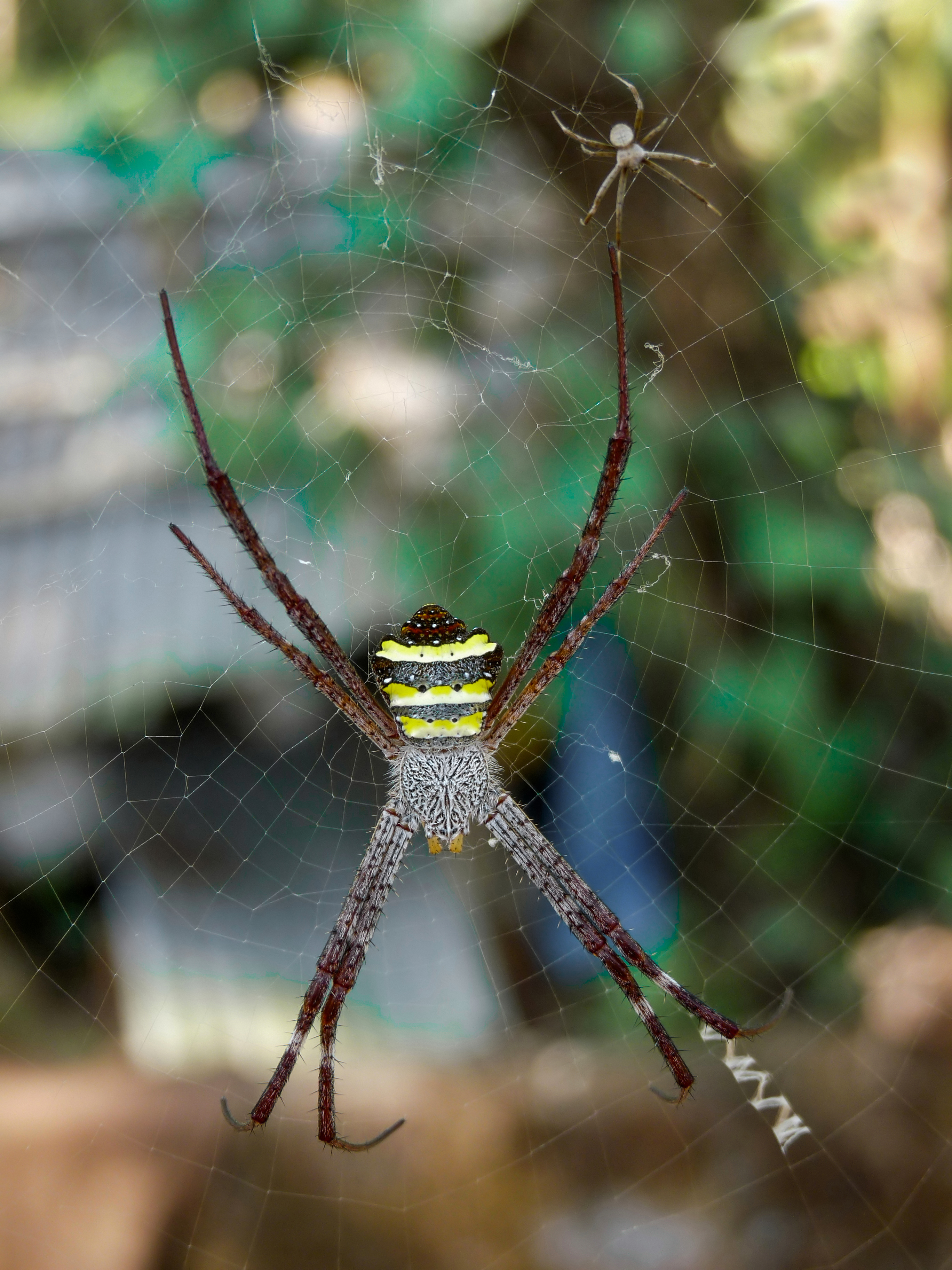
Argiope pulchella.

Esta especie se distribuye por la India hasta China y además se la encuentra en Java.